# Rebellution
Rebellution ist das vierte Soloalbum des deutschen Rappers KC Rebell. Es erschien am 30. Mai 2014 beim Independent-Label Banger Musik und wird über Groove Attack vertrieben. Das Album wurde als Standard-, Premium- und Amazon-Edition, inklusive Instrumentals, veröffentlicht.

## Hintergrund

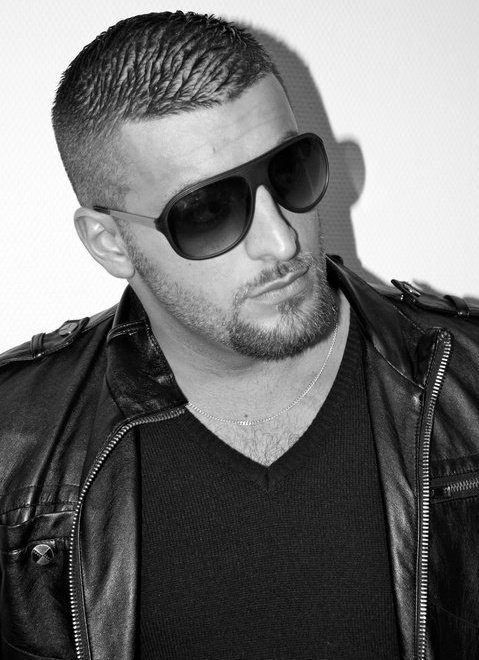
KC Rebell

KC Rebell kündigte am 6. April 2014 in einer Videobotschaft auf Facebook an, dass er ein neues Album veröffentlichen werde. Es folgte am 11. Mai 2014 das offizielle Snippet, welches auf YouTube hochgeladen wurde. Das gesamte Album erschien am 30. Mai und erreichte kurz darauf Platz eins in den deutschen Albumcharts.
Produzenten des Albums waren Joshimixu, Abaz und JuhDee. Unter anderem sind Farid Bang, Kollegah, Manuellsen und PA Sports auf dem Album mit Gastbeiträgen vertreten.

## Titelliste
| #  | Titel                                                              | Produzent               | Länge |
| -- | ------------------------------------------------------------------ | ----------------------- | ----- |
| 1  | Rebellution Intro                                                  | Sean Ferrari            | 2:36  |
| 2  | Auge                                                               | Cubeatz                 | 3:20  |
| 3  | Kanax in Moskau (feat. Farid Bang)                                 | Joshimixu               | 3:19  |
| 4  | Bist du da (feat. Manuellsen)                                      | Cubeatz                 | 4:32  |
| 5  | Egoist (feat. Kollegah)                                            | Juh-Dee                 | 2:57  |
| 6  | Herzblut                                                           | Pokerbeats              | 3:44  |
| 7  | Zu spät                                                            | Joshimixu               | 3:41  |
| 8  | Freestyle Skit Reloaded                                            |                         | 1:52  |
| 9  | Hayvan (feat. Summer Cem)                                          | Cubeatz                 | 3:10  |
| 10 | Rap Rebellution                                                    | Juh-Dee                 | 2:44  |
| 11 | Geh doch                                                           | Sean Ferrari            | 4:11  |
| 12 | Piff (feat. Kurdo)                                                 | Bad Educated, Joshimixu | 3:39  |
| 13 | Money Boy Interlude                                                |                         | 2:55  |
| 14 | Money Boy (feat. Majoe)                                            | Joshimixu, Abaz         | 4:32  |
| 15 | Head in a Bed                                                      | Juh-Dee                 | 2:41  |
| 16 | Du bist niemand (feat. PA Sports)                                  | Pokerbeats              | 3:46  |
| 17 | Rebell Army                                                        | Cubeatz                 | 4:09  |
| 18 | Bounce 2 (feat. Majoe) – Bonus-Track                               | Joshimixu, Abaz         | 3:18  |
| 19 | True Fucking Players (feat. Farid Bang & Summer Cem) – Bonus-Track |                         | 3:16  |
| 20 | OMG – Bonus-Track                                                  | Joshimixu               | 3:22  |

## Rezeption
Das Album erhielt gemischte Kritiken. Dani Fromm von Laut.de urteilt:

„So aber bleibt der Eindruck so durchwachsen, wie KC Rebells Einlassungen zuweilen unlogisch wirken. Einerseits mit Erfolg und entsprechend viel Geld prahlen, sich dann aber wundern, dass das die Neider auf den Plan ruft. […] Immerzu Rebellion und Revolution im Munde führen, sich dann aber der bewährtesten unter den bewährten Stilmitteln und Inhalten bedienen.“

Die Rezensentin von dem Hip-Hop-Portal rap.de sieht das Album aus einem positiveren Blickwinkel:

„Der neue KC ist im Grunde der alte, nur eben gereifter und gelassener, deswegen aber nicht weniger hungrig. […] Eine Revolution ist das nicht, eher die ganz natürliche Evolution von zunehmender Reife und Offenheit.“